# Massimo Livi Bacci
Massimo Livi Bacci (Firenze, 9 novembre 1936) è un politico e statistico italiano specializzato in demografia.

## Biografia

### Gli studi
Ha terminato gli studi classici e si è laureato (1960) presso la facoltà di Scienze Politiche "Cesare Alfieri" dell'Università di Firenze, per poi studiare negli Stati Uniti alla Brown University con una borsa di studio Fulbright. Inizia la carriera universitaria all'Università di Roma, divenendo professore ordinario di Demografia presso l'università di Firenze nel 1966, insegnando presso la facoltà di Economia e Commercio e quella di Scienze Politiche "Cesare Alfieri".
Ha trascorso lunghi periodi di studio ed insegnamento nel continente americano (Stati Uniti, Messico, Brasile) e in vari paesi europei.

### Attività accademica e pubblicistica
La sua attività scientifica ha riguardato vari aspetti della demografia attuale e storica. 
Assertore dell'utilità delle incursioni in campi disciplinari diversi da quello centrale ai propri interessi (la demografia), utili per meglio comprendere i temi, ha particolarmente frequentato la storia e le interazioni tra dinamiche demografiche e politiche sociali. Ha svolto attività pubblicistica per alcuni quotidiani nazionali.
Nella sua carriera ha pubblicato libri, saggi ed articoli e diretto gruppi di ricerca. Ha anche contribuito a fondare società scientifiche, collaborando con istituzioni pubbliche e private, nazionali e internazionali. 
Dal 1973 al 1993 è stato segretario generale e presidente della International Union for the Scientific Study of Population (IUSSP), società scientifica di studi demografici nota in tutto il mondo, di cui è poi divenuto presidente onorario. In questa veste è stato il responsabile organizzativo e scientifico delle conferenze mondiali quadriennali del Messico nel 1977, di Manila nel 1981, di Firenze nel 1985, di New Delhi nel 1989, di Montréal nel 1993, ed ha istruito la fase preparatoria della conferenza di Pechino nel 1997.
Nel 2007 fonda, insieme ad altri studiosi, la rivista on line di politiche sociali Neodemos.info.

## Attività politica
Nel 2006 è stato eletto senatore della Repubblica nelle file del centro-sinistra. Successivamente ha aderito al PD, divenendo nuovamente senatore nel 2008.

## Premi e riconoscimenti
- Laurea ad Honorem rilasciata dall'Université de Liège
- Laurea ad Honorem rilasciata dall'Università Complutense di Madrid
- 1985 - Accademico dei Lincei[9]
- 2001 - Premio Invernizzi per l'Economia[10]
- 2001 - membro corrispondente dell'Accademia delle Scienze di Torino (dal 2005 come Nazionale non residente)
- 2004 - membro dell'American Philosophical Society[11]
- 2006 - Premio Nazionale Letterario Pisa con il saggio Conquista. La distruzione degli indios americani[12]

## Curiosità
Il padre Livio Livi, il nonno Ridolfo Livi e il bisnonno Carlo Livi sono stati a loro volta studiosi nel campo della statistica, dell'antropologia e della psichiatria.

## Opere
- Popolazione e alimentazione. Saggio sulla storia demografica europea - Il Mulino 1993
- La popolazione nella storia d'Europa - Il Mulino 1999
- Storia minima della popolazione del mondo - Il Mulino 2005
- Conquista. La distruzione degli indios americani - Il Mulino 2005
- Il Pianeta Stretto - Il Mulino 2015
- I traumi d'Europa. Natura e politica al tempo delle guerre mondiali - Il Mulino, 2020